# Taekwondo en los Juegos Asiáticos
El taekwondo fue admitido en los Juegos Asiáticos desde la décima edición que se celebró en Seúl (Corea del Sur) en 1986.
La disciplina no tuvo participación en los Juegos Asiáticos de 1990, siendo la única ocasión desde que fue aceptada como parte del calendario asiático.

## Ediciones
| N.º  | Año  | Sede      | País          |
| ---- | ---- | --------- | ------------- |
| I    | 1986 | Seúl      | Corea del Sur |
| II   | 1994 | Hiroshima | Japón         |
| III  | 1998 | Bangkok   | Tailandia     |
| IV   | 2002 | Busan     | Corea del Sur |
| V    | 2006 | Doha      | Catar         |
| VI   | 2010 | Cantón    | China         |
| VII  | 2014 | Incheon   | Corea del Sur |
| VIII | 2018 | Yakarta   | Indonesia     |
| IX   | 2022 | Hangzhou  | China         |

## Medallero histórico
- Actualizado hasta Hangzhou 2022.[1]

| Núm. | País           | Oro | Plata | Bronce | Total |
| ---- | -------------- | --- | ----- | ------ | ----- |
| 1    | Corea del Sur  | 59  | 17    | 9      | 85    |
| 2    | China          | 15  | 12    | 22     | 49    |
| 3    | Irán           | 14  | 15    | 22     | 51    |
| 4    | China Taipéi   | 12  | 11    | 17     | 40    |
| 5    | Tailandia      | 6   | 11    | 20     | 37    |
| 6    | Jordania       | 3   | 13    | 11     | 27    |
| 7    | Uzbekistán     | 3   | 9     | 10     | 22    |
| 8    | Vietnam        | 2   | 9     | 14     | 25    |
| 9    | Kuwait         | 1   | 0     | 6      | 7     |
| 10   | Catar          | 1   | 0     | 4      | 5     |
| 11   | Camboya        | 1   | 0     | 0      | 1     |
| 12   | Indonesia      | 0   | 6     | 8      | 14    |
| 13   | Filipinas      | 0   | 4     | 22     | 26    |
| 14   | Kazajistán     | 0   | 3     | 16     | 19    |
| 15   | Japón          | 0   | 3     | 8      | 11    |
| 16   | Malasia        | 0   | 2     | 6      | 8     |
| 17   | Nepal          | 0   | 1     | 15     | 16    |
| 18   | Afganistán     | 0   | 1     | 5      | 6     |
| 19   | Líbano         | 0   | 0     | 4      | 4     |
| 19   | Tayikistán     | 0   | 0     | 4      | 4     |
| 21   | Arabia Saudita | 0   | 0     | 3      | 3     |
| 22   | Baréin         | 0   | 0     | 2      | 2     |
| 22   | Macao          | 0   | 0     | 2      | 2     |
| 24   | India          | 0   | 0     | 1      | 1     |
| 24   | Irak           | 0   | 0     | 1      | 1     |
| 24   | Mongolia       | 0   | 0     | 1      | 1     |
| 24   | Yemen          | 0   | 0     | 1      | 1     |
|      | TOTAL          | 117 | 117   | 234    | 468   |